# Gaiarine
Gaiarine est une commune italienne de la province de Trévise dans la région Vénétie en Italie.

## Administration
| Période                                  | Période | Identité          | Étiquette    | Qualité |
| ---------------------------------------- | ------- | ----------------- | ------------ | ------- |
| 1995                                     | 1999    | Sandra Toso       | Lista Civica | Maire   |
| 1999                                     | 2004    | Sandra Toso       | Lista Civica | Maire   |
| 2004                                     | 2009    | Loris Sonego      | Lista Civica | Maire   |
| 2009                                     | 2014    | Loris Sonego      | Lista Civica | Maire   |
| 2014                                     |         | Mario Cappellotto | Lista Civica | Maire   |
| Les données manquantes sont à compléter. |         |                   |              |         |

### Hameaux
Albina, Campomolino, Francenigo

### Communes limitrophes
Brugnera, Codognè, Cordignano, Fontanelle (Italie), Godega di Sant'Urbano, Mansuè, Orsago, Portobuffolé, Sacile

## Jumelages
- Botany Bay (Australie) depuis 1982.